# Schloss Illsenbach

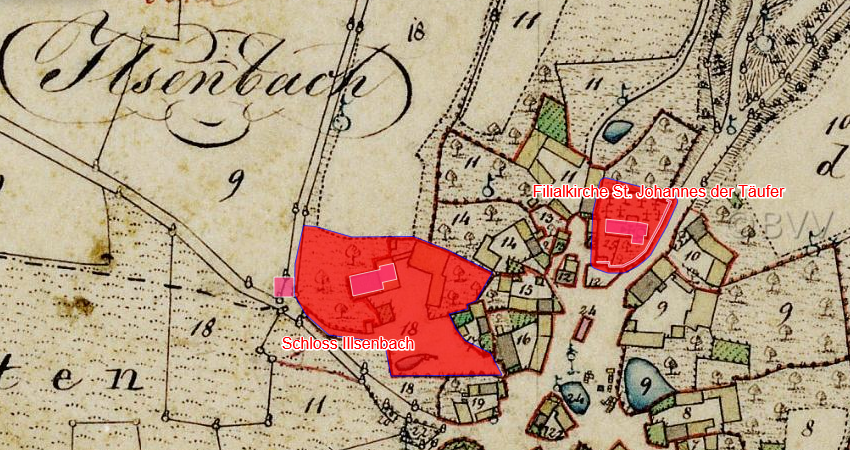
Lageplan des Schlosses Ilsenbach auf dem Urkataster von Bayern

Das Schloss Illsenbach liegt nordwestlich von Ilsenbach (Ilsenbach 1), einem Gemeindeteil der Gemeinde Püchersreuth im oberpfälzischen Landkreis Neustadt an der Waldnaab. Es ist unter der Aktennummer D-3-74-150-11 als Baudenkmal von Illsenbach verzeichnet. „Archäologische Befunde des Mittelalters und der frühen Neuzeit im Bereich des ehem. Schlosses Ilsenbach“ werden daneben als Bodendenkmal unter der Aktennummer D-3-6239-0043 geführt.

## Geschichte
Das frei-eigene Landsassengut Ilsenbach (Vlsenbach, Ylsenbach) lag ursprünglich im Bereich der Landgrafschaft Leuchtenberg und stand danach in obrigkeitlicher Beziehung zur Herrschaft Störnstein. In Ilsenbach hatte Störnstein das Präsentationsrecht bei der Besetzung der Pfarrstelle und das Halsgericht inne. Die niedere Gerichtsbarkeit wurde von der Gutsherrschaft ausgeübt. Dann kam es unter Kaiser Karl IV. zur böhmischen Krone und dann in den Einfluss der Wittelsbacher. Im 16. Jahrhundert kam es zum Fürstentum der Lobkowitzer. Mit dem Vordringen der Wittelsbacher in der Oberpfalz hängt es zusammen, dass Ilsenbach zu einer Landsasserei im Amt Floß wird, wobei die Halsgerichtsbarkeit zwischen Floß und Störnstein strittig war. 
Ilsenbach wird um 1000 als eigenständige Pfarrei genannt; das Kirchenpatronat ist Johannes Baptist gewidmet. Die Erstnennung der Burg Ilsenbach stammt von 1147. Der letzte Spross der Sulzbacher, Gebhard III. von Sulzbach, hat Ilsenbach damals urkundlich erwähnt. Zwischen 1237 und 1294 werden als landgräfliche Getreue die Herren von Ilsenburg genannt. 1237 verzichtet Landgraf Gebhard III. von Leuchtenberg auf einen Arnoldus de Ulsenbach und ein Pertholdus, die er unrechtmäßig beansprucht hatte. 1242 tritt ein Hertwigus de Ulsenbahe als Zeuge in einer Schenkungsurkunde auf, 1288 und am 18. April 1294 ein Werner von Ilsenbach. 1302 wird ein Heinricus de Ulsenbach dictus Reus genannt. Noch Ende des 14. Jahrhunderts wird der Besitz des Werner von Ilsenbach als zum leuchtenbergschen Kirchenlehen Püchersreuth gehörend beschrieben. Im Salbuch der Luxemburger aus den 60er Jahren des 14. Jahrhunderts werden zwei Vogteigüter in Ilsenbach erwähnt. 
Im 16. Jahrhundert wird hier ein Christoff von Reitzenstein mit einem Edelmannsitz samt einer Tavern und etlichen Bauern und Mannschaften genannt. Zugleich hat hier Störnstein noch etliche Bauerngüter. Um 1580 hat der Reitzensteiner in Ulsenbach 10 Mannschaften. Danach wird ein Simon von Reitzenstein genannt. Hilpolt Steiner vom Stein verkauft 1471 das Gut an einen Jorg Mayenthaler. Diesem folgte Siegmund Mayenthaler nach. Dessen Witwe, eine geborene von Königsfeld, verkauft das Gut 1513 an Veit von Reitzenstein auf Wildenau. Im Mai 1515 verkaufte der Rat der Stadt Weiden seine 1438 in Ilsenbach erworbenen Lehen ebenfalls an Simon von Reitzenstein († 1530). Von Letzterem übernahm Heinrich Christoph von Reitzenstein auf Wildenau den Gutsbesitz, der damals von Herzog Ottheinrich dem Amt Floß zugeordnet wurde. 1582 wollte Pfalzgraf Philipp Ludwig Ilsenbach ankaufen, der Kauf kam aber nicht zustande, sondern Störnstein erwarb Ilsenbach. Dagegen erhob der Pfalzgraf Einspruch, da Ilsenbach ein böhmisches Lehen war, und besetzte das Gut. 1653 kaufte Johann Leonhard von Rummel, Pfleger von Weiden, Ilsenbach von den Neuburgschen Landschaft. Danach verblieb Ilsenbach bis zum Ende des 18. Jahrhunderts im Besitz der Familie von Rummel. Nach dem Tod des Hofrates Johann Nepomuk Freiherr von Rummel zu Waldau (* 1744; † 1795) wurde es von der Regierung in Amberg eingezogen und an die Brüder Franz Anton und Karl Joseph von Lilien verkauft. Diese hatten zuvor die Herrschaft Waldau erworben. Die gutsherrschaftlichen Befugnisse wurden in ein Patrimonialgericht Ilsenbach mit Sitz in Waldau übertragen. Die Gutsherrschaft bestand bis zum Ende des 18. Jahrhunderts, wobei neben den Schlossgründen 13 Hintersassen und ein Hirtenhaus vorhanden waren. Die Patrimonialgerichtsbarkeit bestand bis 1848 und Ilsenbach war danach eine eigenständige Gemeinde. Am 1. Januar 1972 wurde Ilsenbach nach Püchersreuth eingemeindet.
1842 erwarb Freiherr von Magerl das Landsassengut Ilsenbach. 1846 wurde es von Freiherrn von Kegelt an Adam Scherm zum Preis von 3400 Gulden verkauft. 1987 erwarben Konrad Ackermann und seine Ehefrau Ricarda das zur Ruine gewordene Schloss und sanierten es gegen die „aggressiv ablehnende Einstellung der Bevölkerung“ mit einem hohen Aufwand. Ackermann erhielt 1992 für die Restaurierung von Schloss Ilsenbach den Anerkennungspreis der Hypo-Kulturstiftung.

## Baulichkeit
Eine Burg von Ilsenbach wird 1154 erstmals genannt. Sie war der Sitz der Herren von Ilsenbach (Ulsenbach). Vom 28. Juni 1583 existiert eine Beschreibung des Gutes Ilsenbach, wobei das ganze Gut durch die Commisäre Johann Reinhard und Landschreiber Widemann auf 3611 Gulden geschätzt wird. Zum Schloss wird festgestellt, es sei ein viereckiger Steinstock, mehr einem Burgstall als einem Landsitze ähnlich. Ringsum zogen sich eine verfallene Ringmauer und ein schlechter, ungefähr sechs Fuß tiefer Graben, über diesen Graben führte ein nicht mehr fahrbarer Weg in den Sitz.
1661 wurde nach einem Brand unter Johann Linhart von Rummel der heutige Bau errichtet. Dieser ist nach der Renovierung durch die Familie Ackermann ein dreigeschossiger Walmdachbau mit fünf bzw. drei Fensterachsen und profilierten Fenstergewänden, der Schlossbau ist aus Bruchsteinen errichtet. Hinzu kommt ein östlich liegendes eingeschossiges Stallgebäude mit hohem Satteldach.